# Synonym
Synonyme oder Synonyma (von altgriechisch συνώνυμος synṓnymos ‚von gleichem Namen‘ zu σύν syn ‚gemeinsam‘ und ὄνομα onoma ‚Name, Begriff‘) sind sprachliche Ausdrücke oder Zeichen, die zueinander in der Beziehung der Synonymie stehen – einer der grundlegenden Typen von Bedeutungsbeziehungen bzw. Sinnrelationen.
Synonymie im strengen Sinn ist eine Bedeutungsgleichheit zwischen Zeichen, also nicht nur gleicher Bezug in einem bestimmten Kontext, sondern systematische Deckungsgleichheit hinsichtlich der Bedeutung. Eine derart perfekte Synonymie ist selten im Wortschatz einer natürlichen Sprache (Sprache, die sich natürlich entwickelt hat, von Menschen gesprochen wird und nicht konstruiert ist). Beispiele für Synonyme unterscheiden sich daher oft in untergeordneten Aspekten der Bedeutung wie etwa damit transportierten Bewertungen und der Zuordnung zu regional verschiedenem Sprachgebrauch etc.
In einem weiten Sinn werden auch sinnverwandte Wörter als Synonyme bezeichnet, auch wenn sie lediglich ähnliche oder verwandte Bedeutungen haben, so z. B. in Synonymwörterbüchern.
Zwei Wörter sind zueinander immer wechselseitig synonym, jedoch besteht diese Beziehung eigentlich genaugenommen zwischen zwei bestimmten Lesarten dieser Wörter, denn jedes für sich ist oft mehrdeutig.
Wörter mit gegensätzlicher Bedeutung sind Antonyme.

## Begriff der Synonymie
Voraussetzung für den Begriff der Synonymie ist die Unterscheidung zwischen Wort und Begriff oder, allgemeiner, zwischen dem Zeichen (oder Bezeichner) und der Bedeutung (oder dem Konzept) des Zeichens. Im Folgenden ist vor allem von sprachlichen Bezeichnungen oder Benennungen die Rede und so von Wort und Begriff. Ein Wort kann für mehrere Begriffe stehen – als Homonym –, und ebenso kann es für einen Begriff mehrere Wörter geben – als Synonyme. Wörter sind Synonyme zueinander, wenn sie für den gleichen Begriff stehen.
Bei einem Begriff (im weiteren Sinn) kann unterschieden werden zwischen seinem Inhalt (seiner Intension bzw. der mit dem Begriff verbundenen Idee) und seinem Umfang (seiner Extension, also der Menge der Objekte, die so bezeichnet werden können) bzw. dem mit dem Begriff gefassten Gegenstand. Mit dieser Unterscheidung ist der Ausdruck „Bedeutung“ mehrdeutig, bezeichnet er doch sowohl die Intension eines Begriffs als auch die Extension oder beides.
Synonymie im Sinne von Bedeutungsgleichheit oder Bedeutungsähnlichkeit kann sich daher auf die intensionale oder die extensionale Bedeutung beziehen. Da aus intensionaler Gleichheit extensionale Gleichheit folgt, nicht aber aus extensionaler Gleichheit eine intensionale, bestehen hier zwei Kombinationsmöglichkeiten: (a) intensionale und extensionale Bedeutungsgleichheit (oder -ähnlichkeit), und (b) intensionale Verschiedenheit und extensionale Bedeutungsgleichheit (oder -ähnlichkeit).
Der Fall intensionaler und extensionaler Identität ist selten. Zu denken wäre etwa an: „zwölf“ = „12“ = „XII“ = „twelve“. In allen Fällen bedeuten die genannten Ausdrücke in identischer Weise den Begriff der Zahl [zwölf] in intensionaler und damit in extensionaler Hinsicht.
Als Fall intensionaler Verschiedenheit und extensionaler Gleichheit kann das Beispiel von Gottlob Frege „Abendstern“ – „Morgenstern“ angeführt werden. Beide Wörter bezeichnen die Venus, allerdings über einen je unterschiedlichen Begriffsinhalt.
Verbreitet wird als Synonymiekriterium eine extensionale Gleichheit für ausreichend angesehen. Synonymie lässt sich dann als extensionale Deckungsgleichheit definieren oder als partielle oder vollständige „Referenzgleichheit“ unterschiedlicher Zeichen. Der Wahrheitswert eines Aussagesatzes ändert sich nicht, wenn sich zwar ein Prädikat, nicht aber die durch das Prädikat bezeichnete Extension ändert. So gilt als Kriterium für Synonymie die Austauschbarkeit, ohne dass sich der Wahrheitswert eines Satzes ändert, mit anderen Worten salva veritate. In einem ähnlichen Sinn wird eine „Austauschbarkeit in Kontexten ohne einen Bedeutungsunterschied hervorzurufen“ als Kriterium verlangt.
Das Salva-veritate-Kriterium wird von Willard Van Orman Quine als nicht ausreichend kritisiert, da es in Modalkontexten zu großen Schwierigkeiten führe. Aber auch Frege waren diese Probleme opaker Kontexte bereits bekannt.
Im Gegensatz zur Annahme, dass Synonymie schon dann vorliegt, wenn extensional dasselbe bezeichnet wird, grenzt man diesen Fall der Referenzidentität mitunter von der Synonymie ab und versteht darunter eine intensionale Identität bzw. Ähnlichkeit.
Das Synonymieverhältnis wird in aller Regel von Unterschieden auf der Ebene der Konnotation getrennt, das heißt von Unterschieden bei Begleitvorstellungen wird abgesehen. Im oben angeführten Beispiel der Zahlbezeichnungen besteht zwischen „zwölf“ und „12“ auch in konnotativer Hinsicht kein nennenswerter Unterschied; hingegen kann der Gebrauch der römischen Ziffern „XII“ mit höherer Bildung konnotiert sein.
| Intension | Extension | Konnotation | Beispiel                     |
| --------- | --------- | ----------- | ---------------------------- |
| =         | =         | =           | „Apfelsine“ = „Orange“       |
| =         | =         | ≠           | „Pferd“ = „Gaul“             |
| ≠         | =         | …           | „Abendstern“ = „Morgenstern“ |
| =         | ≠         | …           | nicht möglich                |

| Intension | Extension | Konnotation | Beispiel       |
| --------- | --------- | ----------- | -------------- |
| =         | =         | =           | „12“ = „Zwölf“ |
| =         | =         | ≠           | „12“ = „XII“   |
| ≠         | =         | …           | „12“ = „2 × 6“ |
| =         | ≠         | …           | nicht möglich  |

Grundsätzlich könnte die Auffassung vertreten werden, dass es für Wörter, die hinreichend genaue sprachliche Abbilder von Begriffen sein sollen, schon objektiv keine Synonyme im Sinne einer Bedeutungsgleichheit geben könne, da dann auch die Wörter gleich sein müssten. Entsprechend müsste ein Wort, welches einem anderen seiner Gestalt nach nicht gleicht, allein deswegen einen anderen Bedeutungsgehalt haben, weil es nicht dasselbe Wort ist. In der Rechtsförmlichkeit heißt dieses Prinzip Synonymverbot: Gleiches darf nicht mit unterschiedlichen Wörtern bezeichnet werden, Gleiches muss stets mit dem gleichen Worte bezeichnet werden.

## Strikte und partielle Synonymie
Man unterscheidet strikte oder partielle Synonymie (Bedeutungsähnlichkeit).

### Strikte Synonymie (Bedeutungsgleichheit)
Strikte Synonymie (Bedeutungsgleichheit, Synonymie im strengen, engeren Sinn) setzt nicht nur voraus, dass zwei lexikalische Zeichen die gleiche denotative Bedeutung haben, sondern auch, dass sie in allen Kontexten austauschbar sind und in allen Kontexten die gleiche Wirkung haben.
Beispiele für strikte Synonymenpaare im Deutschen sind nach allgemeiner Anschauung: Orange – Apfelsine; Streichholz – Zündholz.
Allerdings ist hier bereits einzuwenden, dass diese Art von Synonymie beim Paar Orange – Apfelsine nur für die Nordhälfte des deutschen Sprachgebiets gilt. In der Deutschschweiz etwa und in Österreich ist Apfelsine klar als Teutonismus markiert. Dieses Wort als Bestandteil eines Textes würde ihn klar als in Norddeutschland handelnd situieren. In Texten, die in der Schweiz oder Österreich spielen, würde das Wort befremdlich klingen und auch in Bayern würde der Gebrauch einen „Zugereisten“ oder Urlauber kennzeichnen. Dieses Beispiel kann demnach auch nur als Bedeutungsähnlichkeit gewertet werden.
Selbst bei Referenzgleichheit können somit „Bedeutungsdifferenzen“ auftreten: „Wertung durch den Sprecher (Pferd – Klepper), Soziolekt (Geld – Piepen), Dialekt (Mädchen – Dirn), stilistische Sprachebenen (Zimmer – Gemach), politischer Sprachgebrauch (Angriff – Präventivschlag), Euphemismus (sterben – heimgehen), Fremdwortgebrauch (Innenstadt – City).“
Dass insgesamt nur wenige unstrittige Beispiele für strikte Synonymie gefunden werden, ist aus sprachökonomischer Sicht nachvollziehbar. Die Tendenz zur Vermeidung von Redundanzen bei der Strukturierung des Lexikons lässt im Wortschatz natürlicher Sprachen keine größere Menge an strikten Synonymen entstehen. Dennoch kann das Konzept der strikten Synonymie in methodischer Hinsicht sinnvoll sein, um einen idealen Referenzpunkt auf einer gedachten Skala der Bedeutungsgleichheit zu markieren.

### Partielle Synonymie (Bedeutungsähnlichkeit)

#### Partielle vs. strikte Synonymie
Partielle Synonyme werden auch Homoionyme genannt. Folgende Aspekte der konnotativen Bedeutung bewirken, dass zwei lexikalische Zeichen bei gleicher denotativer Bedeutung nicht den strengen Anforderungen strikter Synonymie genügen:
- regionale Differenzierung: Metzger – Fleischer; Brötchen – Weckle – Semmel – Schrippe
- natives Wort gegenüber Fremdwort: Fahrstuhl/Aufzug – Lift
- lateinischer Ursprung gegenüber germanischer Ursprung: vertikal – senkrecht (siehe auch deutsche Sprachgeschichte)

In den meisten alltäglichen Verwendungssituationen genügt das weniger strikte Kriterium der Ersetzbarkeit salva veritate in typischen Kontexten, um ein Paar lexikalischer Zeichen als Synonyme zu identifizieren:
(a) „Er benutzt schon wieder nicht den Genitiv.“ ↔ (b) „Er benutzt schon wieder nicht den Wesfall.“
Aus dem in diesem Satz (a) beschriebenen Sachverhalt folgt notwendigerweise der in Satz (b) beschriebene Sachverhalt und umgekehrt.

#### Abstufungen und Grenzziehungen bei partieller Synonymie
Weitere, weniger minimale Beispiele für nicht-strikte Synonymenpaare sind Fluss – Wasserstraße oder Wasserstraße – Kanal. Nicht jede Wasserstraße ist ein Fluss und nicht jede Wasserstraße ist ein Kanal; die Wörter werden jedoch als Synonyme z. B. im Duden Synonymwörterbuch angegeben.
In der Regel geht man jedoch nicht so weit, dass kontrastierende Begriffe innerhalb eines Wortfeldes als synonym bezeichnet werden, also Unterbegriffe eines gemeinsamen Oberbegriffs (Kohyponyme) (entsprechend wird das Wortpaar Fluss – Kanal im Duden-Synonymwörterbuch nicht in genau dieser Kombination angegeben. Solche Wortpaare in einem Bedeutungskontrast werden zumindest in einigen maßgeblichen Quellen eigens ausgeschlossen, obwohl andere Quellen hier liberaler sind.
Bei nicht-strikter Deutung wird Synonymie mithin zu einem graduellen Begriff.

#### Hyponymie als Sonderfall partieller Synonymie
Im vorhergehenden Beispiel wurde bereits sichtbar, dass Ober-/Unterbegriff-Beziehungen (Hyponyme) oftmals als Synonyme gewertet werden (Wasserstraße - Kanal), wenngleich auch dies nicht durchgängig gleich gehandhabt wird.
Der Einschluss von Hyponymen hat eine lange Tradition: Für Aristoteles ist zu Beginn seiner Kategorien dies die Form der Synonymie schlechthin. Dort heißt es:
„Synonym wird genannt, was den Namen gemeinsam hat und bei dem der zum Namen gehörige Ausdruck, was das Wesen betrifft, derselbe ist, zum Beispiel ist der Mensch und das Rind ein Lebewesen. Jedes von beiden wird nämlich mit gemeinsamen Namen als Lebewesen benannt, und der Ausdruck ist, was das Wesen betrifft, derselbe“.
In dem Beispiel von Aristoteles bezeichnen die Ausdrücke „Mensch“ und „Rind“ unter anderem dasselbe semantische Merkmal [Lebewesen], das zugleich Oberbegriff für den Menschen und das Rind ist.

## Erscheinungsformen der Synonyme

### Synonyme Wörter, Syntagmen und Sätze
Das Verhältnis der Bedeutungsidentität oder Bedeutungsähnlichkeit stellt sich nicht nur bei Wörtern, sondern auch – und „viel häufiger“ bei Wortgruppen (Syntagmen) und bei ganzen Sätzen ein.
- Beispiel:

„Der Rasen muss geschnitten werden.“ – „Der Rasen ist zu schneiden.“
(Synonym zu „müssen“ ist allerdings nur eine Lesart der „ist-zu“-Konstruktion, denn sie kann auch die Interpretation haben, dass man es machen kann.)

### Synonyme sprachliche Zeichen verschiedenen Typs
Synonymie besteht nicht nur zwischen lexikalischen Zeichen des gleichen Typs:
- Ein einwortiges lexikalisches Zeichen kann mit einem mehrwortigen lexikalischen Zeichen synonym sein (stören – dazwischenfunken – in die Quere kommen)
- Ein Wortbildungsmittel kann mit einem einwortigen oder mehrwortigen lexikalischen Zeichen synonym sein (Online- – im Netz)
- Eigennamen, vor allem Produktnamen, können sich zu generischen Termen und damit zu Synonymen für die Produktbezeichnung entwickeln, zum Beispiel Tempo für Papiertaschentuch.

Unter diesem Gesichtspunkt erscheint dann die Angabe eines Synonyms als Form der Definition und hat Verwandtschaft mit der Paraphrase, da es in beiden Fällen um die „relation of sameness of meaning“ geht.
Es gibt synonymische und nichtsynonymische Kontexte. In synonymischen Kontexten können Wörter einer Synonymgruppe trotz inhaltlicher und stilistischer Nuancen gegeneinander ausgetauscht werden, zum Beispiel „lachen“ gegen „wiehern“ oder „fotografieren“ gegen „aufnehmen/knipsen“. In synonymischen Kontexten werden die inhaltlichen Unterschiede nicht aktualisiert, sodass die Grundlage für eine Austauschbarkeit gegeben ist. Nur die Gemeinsamkeiten des Inhalts werden angesprochen. Aus den Spezialsemen (Sem = Bedeutungsmerkmal) ergibt sich eine Ähnlichkeit, die sowohl Gleichheit wie Unterschiedlichkeit einschließt. Zu bemerken ist, dass die konnotative (= die Nebenbedeutung, Begleitbedeutung betreffende) Differenz die Synonymitätsstiftung nicht beeinflussen kann, sofern sie die denotative Ähnlichkeit nicht überdeckt. In nichtsynonymischen Kontexten sind die gleichen Wörter jedoch nicht austauschbar, weil ihre speziellen Inhalte aktualisiert, hervorgehoben werden. Man könnte sogar von „Augenblicksantonymen“ sprechen, weil in diesem Kontext die unterscheidenden Merkmale Dominanzseme werden, sodass die eigentlichen Synonyme nicht austauschbar sind, sondern in Opposition stehen, zum Beispiel: Dann knipse ich mal. Sonst fotografiere ich ja/Das ist kein Kamm, das ist eine rostige Läuseharke/Ich habe keinen Laden, ich habe einen Salon.

### Innersprachliche (intralinguale) – zwischensprachliche (interlinguale) Synonyme
Die Bedeutungsgleichheit (Bedeutungsähnlichkeit) von Wörtern (sprachlicher Zeichen) kann innersprachlich, aber auch zwischen verschiedenen Sprachen betrachtet werden.

### Territoriale Dubletten
Als Sonderfall der Synonymie werden auch territoriale Dubletten angeführt. Darunter versteht man „regionale Varianten“ eines Ausdrucks, die in größeren Gebieten als die der Mundarten auftreten.
- Beispiel: Sonnabend/Samstag

### Plesionymie (Fast-Synonymie) (?)
Teilweise wird von einer „Plesionymie“ (Fast-Synonymie) gesprochen, bei denen zwar keine Referenzidentität vorliegt, aber das Austauschen nur zu einer minimalen Referenzänderung führt.
- Beispiel: laufen – rennen

Daran wird kritisiert, dass es sich (fast immer) um „stärkere oder schwächere Ausprägungen eines Eigenschaftskonzeptes“ handelt, so dass man diese Fälle schlicht der „skalaren Relation“ zuschlagen kann und sollte.

### Pseudonyme
Pseudonyme als Deck-, Tarn- oder Künstlernamen können als synonyme Eigennamen aufgefasst werden.

### Symbole
Abkürzende Symbole, wie im obigen Zahlbeispiel die Ziffer „1“, können als Synonyme betrachtet werden.

## Synonymie in der Sprachwissenschaft
Im ausgehenden 17. und im 18. Jahrhundert wurde insbesondere in der französischen Sprachwissenschaft und -philosophie über den Begriff und über die Auswirkungen der Synonymie gearbeitet.
In der generativ-transformationellen Grammatik ist der Begriff der Synonymie zentral.
Mit dem Synonymiebegriff ist es möglich, Paraphrasenklassen zu kennzeichnen.
Die Synonymierelation ist in der Lexikologie beziehungsweise Lexikografie wichtig. Klassisch in der Lehre vom Wortfeld, lexikologisch nunmehr auch unter der Bezeichnung Synset (siehe unter Wortfeld) dargestellt.
In der Wortbildungslehre geht man von einem Synonymieverbot aus: „Nach den Wortbildungsregeln werden mögliche Wörter in der Regel blockiert, wenn ein bedeutungsgleiches Wort bereits existiert.“

## Synonymie und Abstraktion
Von einem wohl nicht-realistischen, empiristischen Standpunkt aus wird die Abstraktion über den Synonymie-Begriff konstruiert. „Bedeutungen“ sind dann „Abstrakta von Ausdrücken unter Synonymie“. Wer über den Begriff von einem Prädikator spreche, handele von dem Prädikator „unter der Rücksicht des Synonymie“. Im Gefolge von P. Lorenzen wird angenommen, dass Aussagen über Begriffe „nichts anderes mehr als invariante Aussagen über Prädikate (sind). Ein Begriff /P/ wird immer durch ein Prädikat P dargestellt, er geht durch die beschriebene Operation der Abstraktion aus diesem Prädikat hervor, und zwar durchaus im klassischen Sinne als dessen Intension oder intensionale Bedeutung“.

## Synonymwörterbücher
Synonymwörterbücher gehören zu den Wörterbüchern mit eingeschränktem Informationsprogramm. Zum jeweiligen Stichwort werden die sinn- und sachverwandten Wörter angegeben. Da absolute Synonymie selten ist, geben die meisten Wörterbücher dieses Typs eher bedeutungsähnliche Wörter an. Benutzer dieser Wörterbücher müssen deshalb über einen hohen Grad von Sprachkompetenz verfügen, um für einen bestimmten Kontext das passende Synonym auswählen zu können.
Man unterscheidet zwei Arten von Synonymwörterbüchern:
- distinktive Synonymiken spezifizieren die Lesarten von polysemen Lexemen und ordnen die bedeutungsähnlichen Wörter der jeweiligen Lesart zu (Beispiel: durcheinander (Person) – verwirrt; durcheinander (Sachen) – chaotisch, vermischt, wie Kraut und Rüben); eine distinktive Synonymik des Deutschen ist Schülerduden. Die richtige Wortwahl.
- kumulative Synonymiken ordnen die einem Lexem ähnlichen lexikalischen Zeichen ohne Unterscheidung der Lesarten diesem Lexem zu; eine kumulative Synonymik ist Duden Band 8. Die sinn- und sachverwandten Wörter.

Synonymenwörterbücher werden häufig verwendet, um in einem Text zu häufige Wiederholungen eines Wortes zu vermeiden. Sie können auch für die systematische Wortschatzarbeit im Zweitsprachunterricht herangezogen werden.

### Synonymie allgemein
- M. Lynne Murphy: Semantic Relations and the Lexicon. Cambridge University Press, Cambridge 2003, ISBN 0-521-78067-5.
- D. Alan Cruse: Lexical Semantics. Cambridge University Press, Cambridge 1987, ISBN 0-521-25678-X.
- Hadumod Bußmann (Hrsg.): Lexikon der Sprachwissenschaft. 3. aktualisierte und erweiterte Auflage. Kröner, Stuttgart 2002, ISBN 3-520-45203-0.
- John Lyons: Linguistic Semantics. An Introduction. Cambridge University Press, Cambridge 1995, ISBN 0-521-43877-2.
- Věra Kloudová: Synonymie und Antonymie. Universitätsverlag Winter, Heidelberg 2016, ISBN 978-3-8253-7534-8.

### Synonymwörterbücher
- Erich Bulitta, Hildegard Bulitta: Das große Lexikon der Synonyme. Fischer, Frankfurt am Main 2005, ISBN 3-596-16692-6.
- Erich Bulitta, Hildegard Bulitta: Wörterbuch der Synonyme und Antonyme. Fischer, Frankfurt am Main 2003, ISBN 3-596-15155-4.
- Michael Kurz: Das neue Wörterbuch der Synonyme. 4. Auflage. Econ, München 2001, ISBN 3-548-75091-5.
- Annemarie Weber, Renate Morell: Sag es treffender. 43. Auflage. Rowohlt, Reinbek bei Hamburg 2002, ISBN 3-499-61388-3 (Erstausgabe: Stuttgart 1955).
- Paul Grebe, Wolfgang Müller; Dudenredaktion (Hrsg.): Vergleichendes Synonymwörterbuch. Sinnverwandte Wörter und Wendungen. Mannheim 1964 (= Der große Duden in 10 Bänden. Band 8), spätere Auflagen als: Die sinn- und sachverwandten Wörter.
- Wolfgang Müller (Hrsg.): Schülerduden „Die richtige Wortwahl“. Dudenverlag, Mannheim 1977, ISBN 3-411-01370-2 (Erstausgabe).
- Wolfgang Müller (Hrsg.): Die sinn- und sachverwandten Wörter. Dudenverlag, Mannheim 1997, ISBN 3-411-20908-9 (Duden. Band 8).
- Pharmaziegeschichtlicher Synonymenschlüssel. In: Jörg Mildenberger: Wörterbuch. W–Z. Königshausen und Neumann, Würzburg 1997, ISBN 3-8260-1398-0, S. 2709–2784 (= Anton Trutmanns „Arzneibuch“. Teil 2, Band 5).